# Jack Rieley
John Frank Rieley III (Milwaukee, 24 novembre 1942 – Berlino, 17 aprile 2015) è stato un imprenditore, produttore discografico e disc jockey statunitense.
È noto soprattutto per essere stato il manager dei Beach Boys nei primi anni settanta. Oltre ad aver contribuito al ritorno al successo del gruppo dopo un periodo di annebbiamento dovuto ai problemi psichici del leader della band Brian Wilson, Rieley contribuì anche alla composizione di qualche brano musicale del gruppo, occupandosi della stesura dei testi.

## Carriera

### Manager dei Beach Boys: 1970-1973
Rieley si incontrò per la prima volta con i Beach Boys nel periodo in cui il gruppo stava promuovendo l'album Sunflower, poco tempo dopo i membri della band decisero di assumerlo come loro nuovo manager. Rieley, un ex DJ e produttore, aveva favorevolmente impressionato la band con delle credenziali fasulle (un presunto premio "Peabody" vinto come direttore a capo della divisione NBC di Porto Rico) e con le sue intenzioni di far riguadagnare al gruppo il rispetto dei critici e del pubblico statunitensi. La sua prima iniziativa fu quella di far incidere ai Beach Boys delle canzoni che contenessero nel testo dei riferimenti all'attualità e alle tematiche sociali dell'epoca, come l'ecologia, in modo da coinvolgere maggiormente il pubblico. Rieley insistette anche affinché la band nominasse ufficialmente Carl Wilson come nuovo "direttore musicale" del gruppo in ringraziamento per il ruolo da lui svolto sin dal 1967 nel tenere insieme la band, durante il "periodo buio" del leader Brian Wilson, caduto in forte depressione.

#### Contributi musicali
Rieley scrisse i testi per molte canzoni dei Beach Boys del periodo, inclusi brani come Long Promised Road, Feel Flows, Sail On, Sailor, e Funky Pretty. Sull'album del 1971 intitolato Surf's Up, Rieley cantò come voce solista la traccia A Day in the Life of a Tree. Inoltre fece da voce narrante sull'EP Mt. Vernon and Fairway (A Fairy Tale) allegato all'album Holland del 1973. Infine produsse anche un suo proprio album da solista scritto ed eseguito da lui stesso in collaborazione con Machiel Botman, l'LP Western Justice pubblicato solo in Europa nel 1975.
Secondo quanto dichiarato da Mark Holbcom, Rieley convinse la band a trasferirsi ad Amsterdam per otto mesi nel 1972 al fine di registrare il loro nuovo album Holland, costato alla Warner e ai Beach Boys stessi una piccola fortuna per la sua produzione. Rieley lasciò il suo lavoro come manager del gruppo, dopo il ritorno della band negli Stati Uniti. Egli decise di restare a vivere in Olanda e successivamente collaborò con Kool & the Gang, Ride e Jaye Muller.

#### Allontanamento
Alcuni mesi dopo la pubblicazione di Holland, Rieley si dissociò dai Beach Boys lasciando l'incarico di loro manager. A proposito Ricky Fataar disse: «In mezzo a tutte le lotte intestine che affliggevano il gruppo, Jack era la persona che cercava di tenere tutto insieme. [...] Alla fine, ci siamo resi conto che Rieley era molto incline a manipolare le discussioni, inventare storie e raccontare fandonie – una mentalità del tipo "dividi et impera". Quando questo è venuto alla luce, abbiamo dovuto lasciarlo andare». Alternativamente, il biografo Mark Holcomb affermò che fu Rieley a dimettersi. Nel 2013 Rieley diede la sua versione della storia in un'intervista:

## Morte
Rieley morì il 17 aprile 2015 a Berlino in Germania. I social media di Brian Wilson postarono un messaggio di cordoglio, attribuito a Wilson, che diceva: "Triste nell'apprendere del decesso di Jack Rieley. Jack fu il nostro manager nei primi anni settanta e ci aiutò molto. Il mio pensiero va ai suoi familiari." Tuttavia, durante le riprese del documentario del 2021 Brian Wilson: Long Promised Road, Wilson disse non sapere che Rieley fosse morto, e risultò visibilmente scosso dopo essere stato informato del fatto.

## Discografia
- Western Justice: Excerpts from a Diary (1975) EMI Bovema ST 25160  (LP)